# 31e cérémonie des Boston Society of Film Critics Awards
La 31e cérémonie des Boston Society of Film Critics Awards, décernés par la Boston Society of Film Critics, a eu lieu le 13 décembre 2010, et a récompensé les films réalisés dans l'année.

## Palmarès

### Meilleur film
- The Social Network
  - Toy Story 3

### Meilleur réalisateur
- David Fincher pour The Social Network
  - Darren Aronofsky pour Black Swan

### Meilleur acteur
- Jesse Eisenberg pour le rôle de Mark Zuckerberg dans The Social Network
  - Colin Firth pour le rôle du roi George VI dans Le Discours d'un roi (The King's Speech)

### Meilleure actrice
- Natalie Portman pour le rôle de Nina dans Black Swan
  - Annette Bening pour le rôle de Nic dans Tout va bien ! The Kids Are All Right (The Kids Are All Right)

### Meilleur acteur dans un second rôle
- Christian Bale pour le rôle de Dickie Eklund dans Fighter (The Fighter)
  - Andrew Garfield pour le rôle d'Eduardo Saverin dans The Social Network

### Meilleure actrice dans un second rôle
- Juliette Lewis pour le rôle de Roseanna Perry dans Conviction
  - Melissa Leo pour le rôle d'Alice Ward dans Fighter (The Fighter)

### Meilleure distribution
- Fighter (The Fighter)
  - Tout va bien ! The Kids Are All Right (The Kids Are All Right)

### Réalisateur le plus prometteur
- Jeff Malmberg pour Marwencol
  - David Michôd pour Animal Kingdom

### Meilleur scénario
- The Social Network – Aaron Sorkin
  - La Beauté du geste (Please Give) – Nicole Holofcener

### Meilleure photographie
- True Grit – Roger Deakins
  - Black Swan – Matthew Libatique

### Meilleur montage
- Black Swan – Andrew Weisblum
  - Inception – Lee Smith

### Meilleure utilisation de musique dans un film
- The Social Network
  - True Grit

### Meilleur film en langue étrangère
- Mother (마더) •  Corée du Sud
  - Amore (Io sono l'amore) •  Italie

### Meilleur film d'animation
- Toy Story 3
  - L'Illusionniste

### Meilleur film documentaire
- Marwencol
  - Inside Job